# Trzaski, Everta i Michalskiego Encyklopedia XX wieku
Trzaski, Everta i Michalskiego Encyklopedia XX wieku – jednotomowa, ilustrowana, polska encyklopedia ogólna, która wydana została w 1937 w okresie II RP w Warszawie przez Księgarnię Wydawniczą Trzaska Evert Michalski  .

## Opis
Encyklopedia liczyła w sumie 2120 stron, zawierała fotografie, ilustracje oraz 16 kolorowych tablic. Drukowana była w zeszytach, w układzie dwuszpaltowym .